# 5001
Năm 5001. Trong lịch Gregory, nó sẽ là năm thứ 5001 của Công nguyên hay của Anno Domini; năm thứ nhất của thiên niên kỷ thứ 6 và của thế kỷ 51; và năm thứ hai của thập niên 5000.

## Sự kiện thiên văn
- Ngày 11 tháng 9: Sao Thủy che khuất Regulus.